# ミシェル・アリヨ＝マリー
ミシェル・ジャンヌ・オノリーヌ・アリヨ＝マリ（フランス語：Michèle Jeanne Honorine Alliot-Marie、1946年9月10日 - ）は、フランスの政治家、弁護士。フランスのメディアなどでは、名前の頭文字を取って“MAM”（マム）の愛称で呼ばれる。

## 経歴
1946年9月10日にヴァル＝ド＝マルヌ県ヴィルヌーヴ・ル・ロワで誕生する。1995年から2002年までサン＝ジャン＝ド＝リュズ市長を務めた。2002年に成立したジャン＝ピエール・ラファラン内閣において、女性としてフランス史上初めて国防大臣に就任し、一躍注目を集めた。その後は2007年5月まで同職を務めた後、同月新たに成立したフランソワ・フィヨン内閣の下で、こちらも女性としてフランス史上初めて内務大臣に就任するなど、国防・治安関係の要職を歴任した。さらに、2009年6月からは内務大臣職をブリス・オルトフーに譲り、欧州議会議員選挙に出馬するために辞職したラシダ・ダティの後任として司法大臣を務めた後、2010年11月15日のフィヨン内閣改造にあたってはベルナール・クシュネルの後任として外務大臣に就任した。

## 休暇
頻繁にチュニジアで休暇を過ごしていたが、2010年末にジャスミン革命の最中も休暇をとった。休暇中ベン・アリ旧政権から便宜供与されたことが問題視され、結局2011年2月27日に外務大臣を辞任した。サルコジ大統領の意向により事実上の更迭と観測される。
民衆運動連合 (UMP) の中で、ジャン・ルイ・ドブレ下院議長と同様、社会の動向に敏感に反応する。ド・ゴール主義の継承者であり、フランスのビジョンとフランス人への奉仕活動の促進を強調している。
2006年に『フォーブス』誌で、「世界で最も影響力のある女性」として、57位にランクされている。
ミシェルはビアリッツ市の市長兼国民議会議員であったベルナール・マリの娘である。なお、ベルナールはラグビーの国際審判もしていた。